# Sonoma-Marin Area Rail Transit

SMART-Zug im Bahnhof Santa Rosa

| Logo des Sonoma-Marin Area Rail Transit |                      |                                 |                                 |

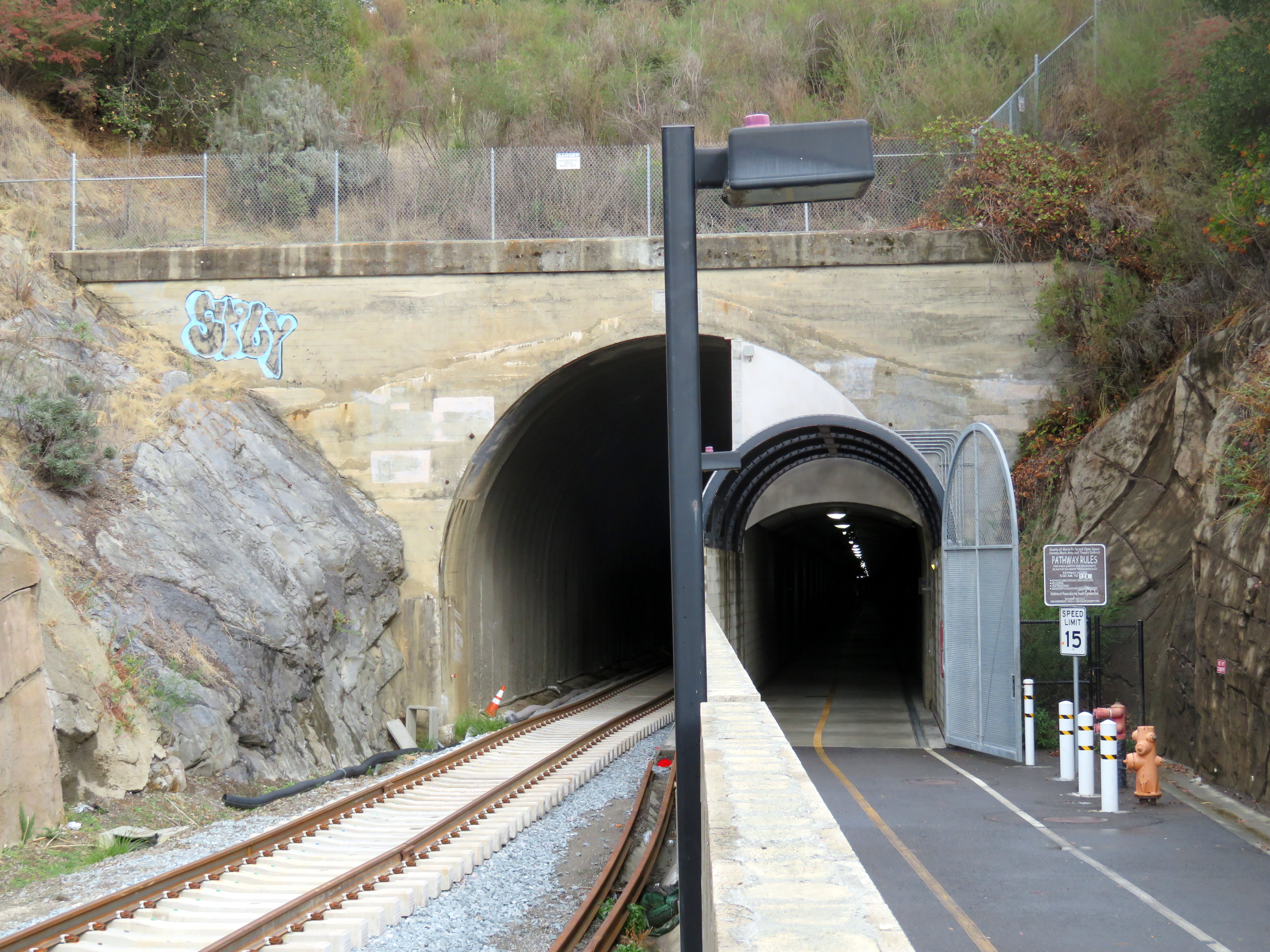
Beim Abschnitt nach Larkspur wurde ein kombinierter Bahn-Fahrradtunnel angelegt

| |                      |                                 |                                 |
| Spurweite: | 1435 mm (Normalspur) |                                 |                                 |
| |                      |                                 |                                 |
| \| \| \| \| m ü. M. \| \| \| 0,0 \| Larkspur \| 13 \| \| \| \| Cal Park Hill Tunnel \| \| \| \| \| San Rafael Creek \| \| \| \| \| San Rafael \| 13 \| \| \| \| Puerto Suello Hill Tunnel \| \| \| \| \| Marin Civic Center \| \| \| \| \| Novato Hamilton \| \| \| \| \| nach Napa Junction \| \| \| \| \| Novato Downtown \| 9 \| \| \| \| Novato San Marin \| \| \| \| \| Marin CountySonoma County \| \| \| \| \| \| \| \| \| \| Petaluma River \| \| \| \| \| Petaluma Downtown \| 9 \| \| \| \| Petaluma River \| \| \| \| \| Petaluma River \| \| \| \| \| Petaluma North (Eröffnung 2025) \| \| \| \| \| Cotati \| \| \| \| \| Rohnert Park \| \| \| \| \| Santa Rosa Downtown \| 50 \| \| \| \| Santa Rosa North \| \| \| \| \| \| \| \| \| \| Sonoma County Airport \| \| \| \| \| Rail Operations Center \| \| \| \| \| Windsor \| 36 \| \| \| \| Russian River \| \| \| \| \| Healdsburg geplant \| 32 \| \| \| \| Cloverdale geplant \| 102 \| \| \| \| Sonoma CountyMariposa County \| \| \| \| \| \| \| \| \| \| nach Eureka \| \| |                      |                                 |                                 |
| |                      |                                 | m ü. M.                         |
| Kopfbahnhof Streckenanfang | 0,0                  | Larkspur                        | 13                              |
| Tunnel |                      | Cal Park Hill Tunnel            | Cal Park Hill Tunnel            |
| Brücke über Wasserlauf |                      | San Rafael Creek                | San Rafael Creek                |
| Bahnhof |                      | San Rafael                      | 13                              |
| Tunnel |                      | Puerto Suello Hill Tunnel       | Puerto Suello Hill Tunnel       |
| Bahnhof |                      | Marin Civic Center              | Marin Civic Center              |
| Bahnhof |                      | Novato Hamilton                 | Novato Hamilton                 |
| Abzweig geradeaus, nach rechts und von rechts |                      | nach Napa Junction              | nach Napa Junction              |
| Bahnhof |                      | Novato Downtown                 | 9                               |
| Bahnhof |                      | Novato San Marin                | Novato San Marin                |
| Grenze |                      | Marin CountySonoma County       | Marin CountySonoma County       |
| Strecke |                      |                                 |                                 |
| Brücke über Wasserlauf |                      | Petaluma River                  | Petaluma River                  |
| Bahnhof |                      | Petaluma Downtown               | 9                               |
| Brücke über Wasserlauf |                      | Petaluma River                  | Petaluma River                  |
| Brücke über Wasserlauf |                      | Petaluma River                  | Petaluma River                  |
| ehemaliger Bahnhof |                      | Petaluma North (Eröffnung 2025) | Petaluma North (Eröffnung 2025) |
| Bahnhof |                      | Cotati                          | Cotati                          |
| Bahnhof |                      | Rohnert Park                    | Rohnert Park                    |
| Bahnhof |                      | Santa Rosa Downtown             | 50                              |
| Bahnhof |                      | Santa Rosa North                | Santa Rosa North                |
| Abzweig geradeaus und nach links · Strecke von rechts |                      |                                 |                                 |
| Bahnhof · Strecke |                      | Sonoma County Airport           | Sonoma County Airport           |
| Strecke · Betriebsstelle Streckenende |                      | Rail Operations Center          | Rail Operations Center          |
| Bahnhof |                      | Windsor                         | 36                              |
| Brücke über Wasserlauf (Strecke außer Betrieb) |                      | Russian River                   | Russian River                   |
| Bahnhof (Strecke außer Betrieb) |                      | Healdsburg geplant              | 32                              |
| Bahnhof (Strecke außer Betrieb) |                      | Cloverdale geplant              | 102                             |
| Grenze |                      | Sonoma CountyMariposa County    | Sonoma CountyMariposa County    |
| Strecke |                      |                                 |                                 |
| |                      | nach Eureka                     |                                 |

Sonoma-Marin Area Rail Transit (SMART) ist ein regionales Schienenverkehrsmittel für die Counties Sonoma und Marin in der San Francisco Bay Area im US-amerikanischen Bundesstaat Kalifornien. Er wird vom Sonoma-Marin Area Rail Transit District betrieben und wurde im Jahr 2002 gegründet.
Der erste, 69 km lange, Abschnitt der Strecke verläuft zwischen den Städten Santa Rosa und San Rafael und wurde am 25. August 2017 eröffnet. Die Arbeiten zur Erweiterung von San Rafael nach Larkspur begannen Ende 2017 und wurden am 14. Dezember 2019 abgeschlossen. Die Verlängerung der Bahnstrecke bis Windsor wurde am 31. Mai 2025 eröffnet.

## Vorgeschichte

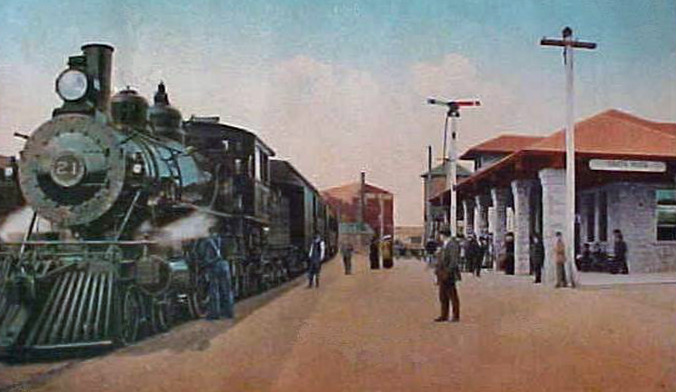
Personenzug in Santa Rosa, 1911

Die Northwestern Pacific Railroad war seit 1907 Betreiber des Schienenpersonenverkehrs auf einer damals weit länger nach Norden verlaufenden Strecke. Den Personenverkehr hatte sie im Jahr nach 1958 stillgelegt, als durch den Highway 101 und die gestiegene Automobilierungsquote die Attraktivität des Schienenpersonenverkehrs nachgelassen hatte.

## Geschichte und Struktur
Im Jahr 2002 wurde SMART als neue Gebietskörperschaft gegründet, um die Entwicklung und Umsetzung des Personenverkehrsdienstes in den Counties Sonoma und Marin zu fördern. Die neue Struktur wurde mit Verabschiedung des Gesetzentwurfs 2224 der California State Assembly geschaffen.
Sonoma-Marin Area Rail Transit (SMART) wird von einem zwölfköpfigen Vorstand geleitet, der aus gewählten Beamten besteht: jeweils zwei Bezirksleiter aus den Bezirken Marin und Sonoma, je drei ernannte Stadtratsmitglieder aus beiden Bezirken und zwei Vertreter des Golden Gate Bridge Districts.

## Service
Zugverkehr wird sieben Tage die Woche angeboten. Von Montag bis Freitag beträgt die Frequenz 30 Minuten, mit insgesamt 21 Fahrten pro Richtung. An Wochenenden wird der Service auf 8 Fahrten pro Richtung reduziert, mit einer Frequenz von 1–2 Stunden. Die Verkehrszeiten sind auf die Verkehrszeiten der Fähre zwischen Larkspur und San Francisco abgestimmt.

## Teilweise Kostenfreiheit
Die Bahnstrecke kann von Personen bis zu 18 Jahren und ab 65 Jahren kostenlos benutzt werden. Ein Fahrschein ist nicht erforderlich. Das entsprechende Programm läuft noch bis Juni 2026.

## Ausbau
Am nördlichen Streckenende ist ein Ausbau bis Cloverdale geplant. Dort wurde bereits 1998 ein neues Stationsgebäude errichtet. Die Streckenerweiterung soll im Jahr 2027 in Betrieb gehen. Nach Vollausbau wird die Länge der Strecke insgesamt 110 km zwischen Cloverdale und Larkspur betragen.

## Güterverkehr
Seit März 2022 bietet SMART auf Strecken nördlich und nordöstlich der San Francisco Bay auch Güterverkehr an.

## Fahrzeugpark

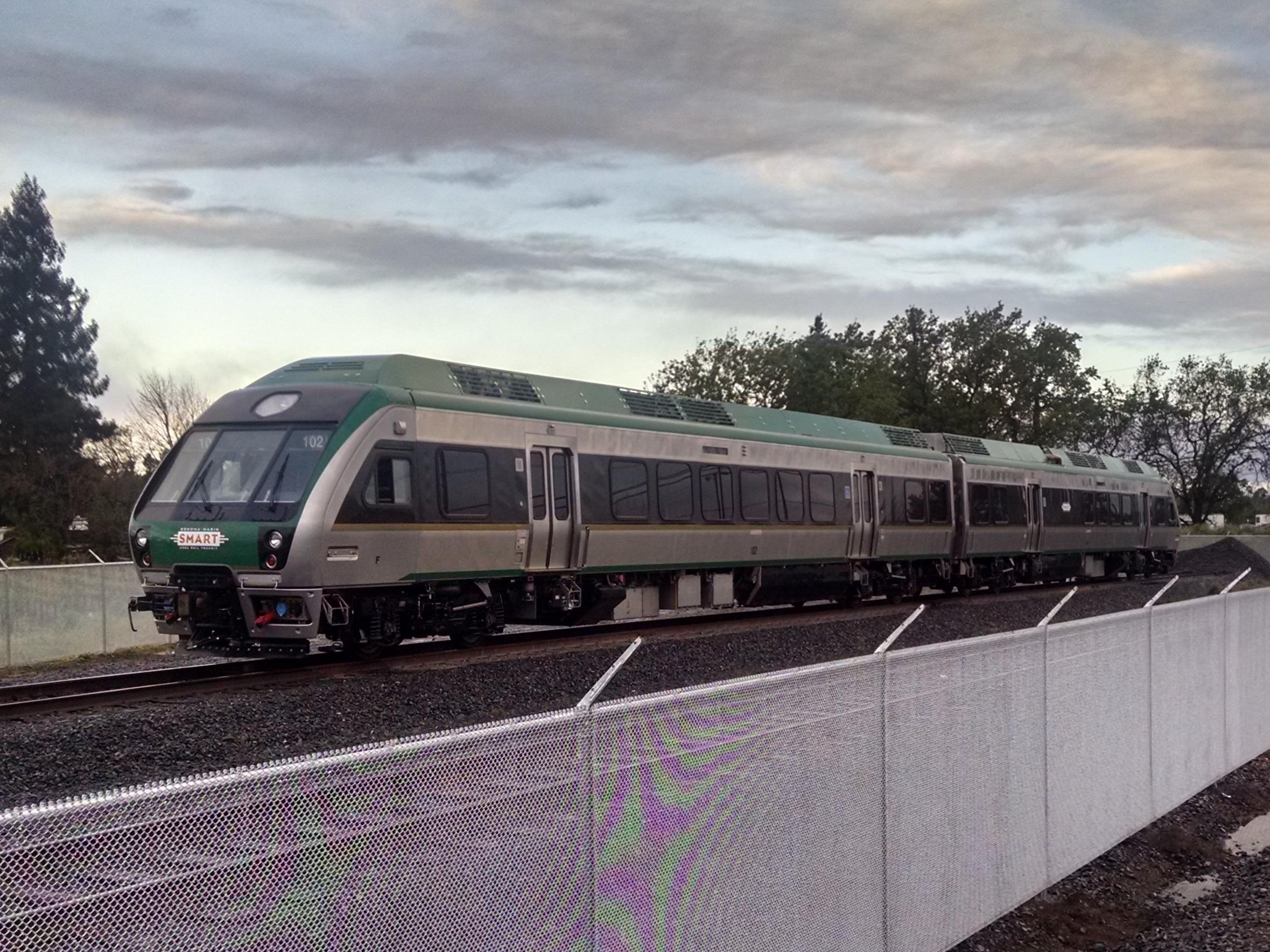
Nippon Sharyo DMU 102 in SMART-Lackierung in Fulton

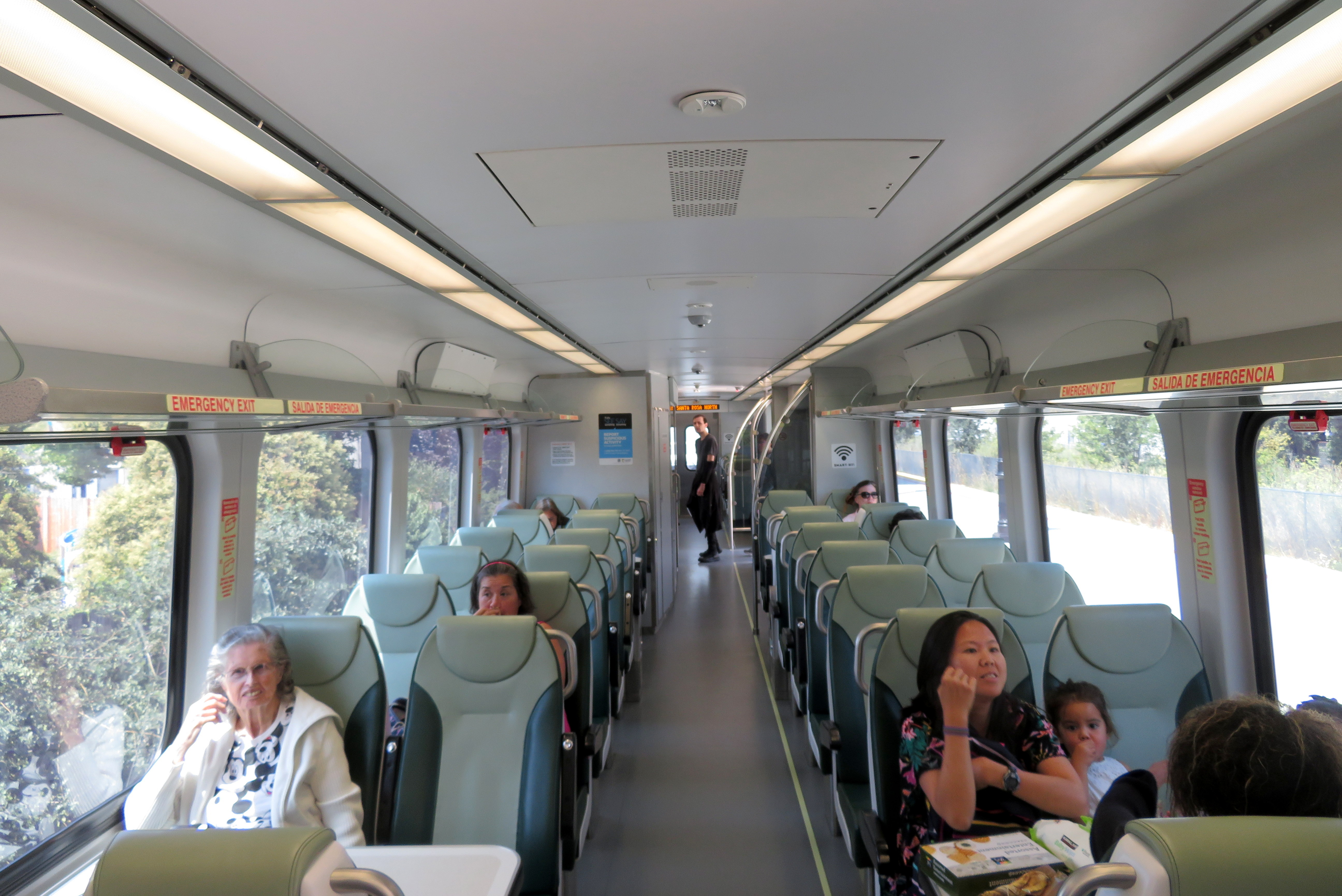
Innenansicht

Die SMART-Flotte besteht aus neun Zwei-Wagen-Zügen des Herstellers Nippon Sharyo. Jedes Fahrzeug (DMU) wird von einem Dieselmotor vom Typ Cummins QSK19-R angetrieben. Die Fahrzeuge werden von Dieselantrieben angetrieben, die den Umweltanforderungen „Tier 4“ der Environmental Protection Agency (EPA) entsprechen.
Für den regulären Betrieb setzt SMART DMUs in Doppel- oder Dreifachtraktion ein. Ein Zwei-Wagen-Zug bietet Platz für über 300 Passagiere.
Die Dieseltriebwagen wurden von der Sumitomo Corporation of America / Nippon Sharyo zu Kosten von 46,7 Millionen US-Dollar oder 6,67 Millionen US-Dollar pro Zwei-Wagen-Set bestellt. Sie wurden zur Montage nach Rochelle, Illinois geliefert und dann zum Transportation Technology Center in Pueblo, Colorado, zum Testen geschickt. Gemäß dem Vertrag können zusätzliche Fahrzeuge zum Preis von 2,9 Millionen US-Dollar pro einzelnen Wagen bestellt werden. Der erste Zug traf am 7. April 2015 in Cotati, California ein. Ursprünglich waren vierzehn Wagen in sieben Zwei-Wagen-Sets bestellt, aber am 30. Juli 2015 kündigte der Staat Kalifornien einen Zuschuss von 11-Millionen-Dollar-Zuwendung an, um den Kauf von drei zusätzlichen Wagen zu finanzieren. Dies ermöglichte den Betrieb von drei Zügen mit je drei Wagen und eine Kapazitätssteigerung um 130 Passagiere gegenüber einem Zwei-Wagen-Set.
Im April 2016 verhandelte der Geschäftsführer von SMART mit CalSTA und Nippon Sharyo, um die Bestellung anzupassen, sodass SMART zwei weitere vollständige Züge anstelle der zusätzlichen Wagen erhalten wird und die Flottengröße auf die erforderlichen neun Züge für den Betrieb nach Cloverdale erhöht wird.